# 壓縮現代性
壓縮現代性（英語：compressed modernity），或作「壓縮的現代性」，是社會學概念，描述在某些社會中以壓縮、短時間、高速發展出的現代性。韓國社會學家張慶燮（장경섭）提出，用來描述東亞國家的社會現代化歷程，如韓國、中國。 張認為現代性在某些地區遭到高度壓縮，進而呈現出與西方不同的發展軌迹和特徵。

## 特性
主要特點包括：
1. 時間壓縮：社會變遷和現代化進程以極快的速度發生，不同於西方漸進的長期發展歷程。
2. 空間壓縮：現代性的各種要素，如技術、資訊、文化等，快速滲透到各個空間，壓縮了地域差異。
3. 社會失衡：快速的現代化進程造成社會結構和價值觀的劇烈變遷，導致社會失衡和矛盾激化。
4. 傳統與現代並置：傳統文化與現代性並置，相互競合，形成獨特的文化景觀。

張慶燮認為韓國經濟的高速發展，破壞了原有制度化的家庭組織，犧牲了社會再生產資源，「生產極大化，再生產熔毀」（productive maximization, reproductive meltdown）。

## 半壓縮現代性：日本
相較於韓國，日本亦於19世紀，以短時間加速走過歐美現代化過程，而其戰後家庭型態發展過程又更相似於歐美，故落合惠美子稱之為「半壓縮現代性」（英語：semi-compressed modernity）。其雙系家庭在受中國文化影響下，形成傳統父系家庭。 而在戰後的1980年代快速走向「去主婦化」，以及遭遇少子化。

### 註腳
1. 1 2  Kyung-Sup, Chang. . Economy and Society. 1999-02, 28 (1)  [2024-04-13]. ISSN 0308-5147. doi:10.1080/03085149900000023. （原始内容存档于2023-06-16） （英语）.
2. ↑  林凱衡. . 信傳媒.   [2024-04-13]. （原始内容存档于2024-04-13）.
3. ↑  . 臺灣大學社會學系. 2023-11-20  [2024-04-13].
4. 1 2 3  Emiko, Ochiai. . . Brill. 2014-01-01: 1–36  [2024-04-13]. ISBN 978-90-04-26435-9. （原始内容存档于2023-03-31） （英语）.

### 文獻
- 張慶燮. . 江蘇人民出版社. 2024. ISBN 9787214282873. Kyung-Sup Chang. . 2010. ISBN 9780415693097.
- Kyung-Sup, Chang. . Polity Press. 2022.